# Agaricus albolutescens
Agaricus albolutescens (Sanford Myron Zeller, 1938) din încrengătura Basidiomycota, în familia Agaricaceae și de genul Agaricus este o specie saprofită de ciuperci comestibile care, după ce poartă numele popular șampinion alb-gălbui, s-a împrăștiat poate până în România. Se dezvoltă în păduri de conifere luminoase precum în cele de foioase și mixte prin iarbă, solitară sau în grupuri mici. Apare, de la deal la munte, dar mai rar în câmpie, din aprilie până în octombrie.

## Istoric
Specia a fost descrisă pentru prima dată de micologul american Sanford Myron Zeller în anul 1938. Acest nume binomial este valabil până în prezent (2019). Alte încercări de redenumire nu sunt cunoscute.

## Descriere
- Pălăria: are un diametru de 4-10 cm  și este amenajată central peste picior, fiind  inițial semisferică, cu marginea răsfrântă către picior, dar se aplatizează destul de repede, devenind convexă la maturitate și la bătrânețe aproape plană, fiind atunci adesea ușor adâncită în centru. Cuticula este uscată netedă, cu aspect mătăsos, prezentând niciodată solzi sau scuame. Coloritul este originar alb, dar capătă odată cu vârsta nuanțe maronii. Se colorează la atingere sau leziune gălbui, chiar și galben-maroniu.
- Lamelele: stau aglomerate, sunt lungi, subțiri, relativ înalte cu marginea crestată și libere de picior. Coloritul este inițial alb, schimbând apoi în roz și la bătrânețe în brun de ciocolată.
- Piciorul: are o înălțime de 3-7cm, o lățime de până la 3 cm, la bătrânețe mai alungit și subțire, este neted, aproape cilindric, plin, terminând într-un bulb fără volvă. Coloritul la început alb capătă în vârstă și el nuanțe brune. Inelul foarte bătător la ochi, rest al vălului parțial, este pe partea superioară striat, pe cea inferioară presărat cu negi mici. Se colorează și el galben la atingere.
- Carnea: este albă, destul de cărnoasă, și pe măsura avansării în vârstă moale, îngălbenind mereu după tăiere. Exemplare mai bătrâne capătă un accent maroniu. Buretele este de gust dulceag, având un miros destul de pronunțat de anason.
- Caracteristici microscopice: Sporii sunt netezi și slab elipsoidali, cu pereți destul de groși, având o dimensiune cuprinsă între 6.0-7.5 x 4.0-5.0 microni. Culoarea lor este brun-purpurie. Nu prezintă un por de germen.
- Reacții chimice: nu sunt descrise.[3][4]

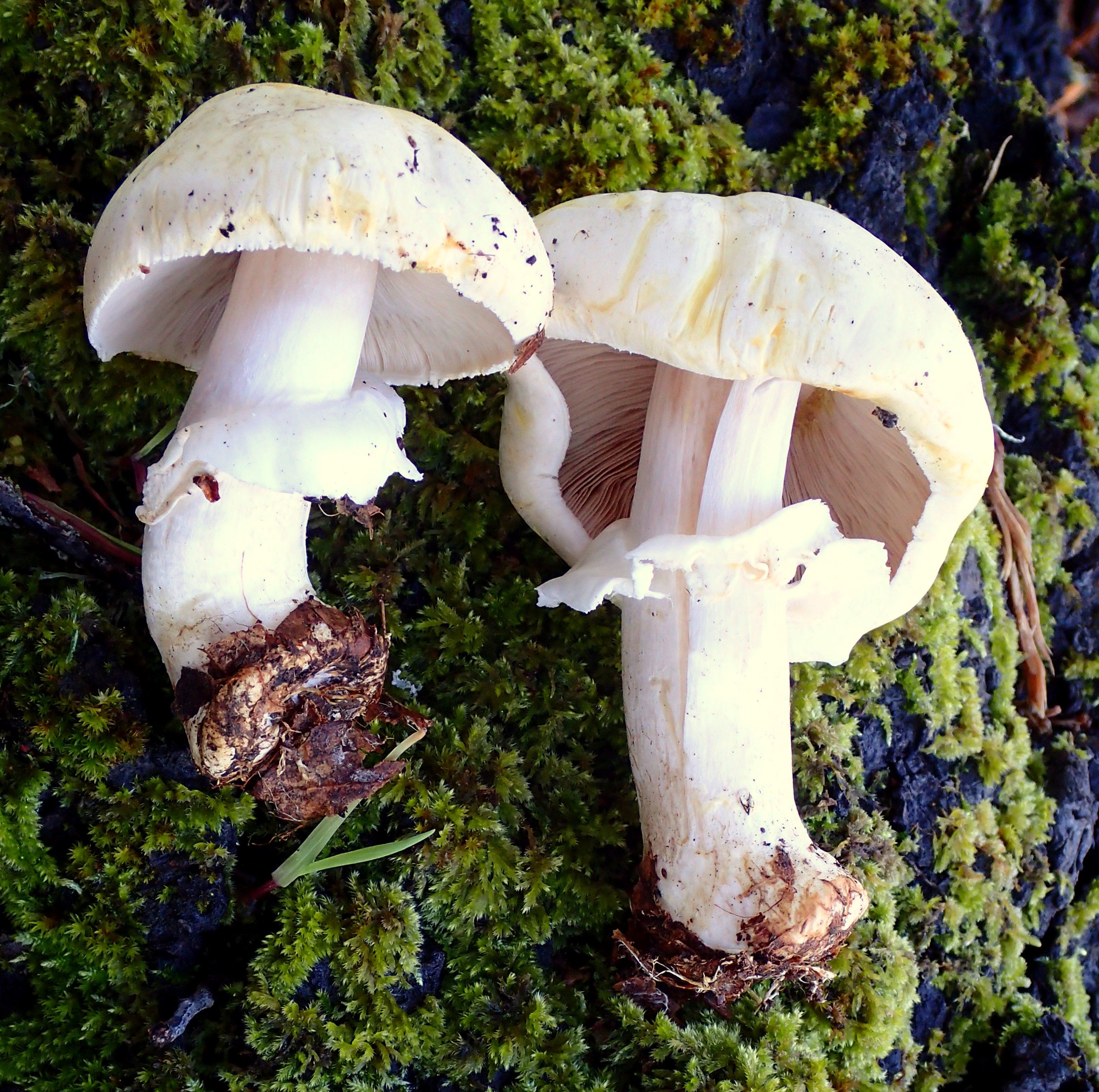
Agaricus albolutescens mai tineri
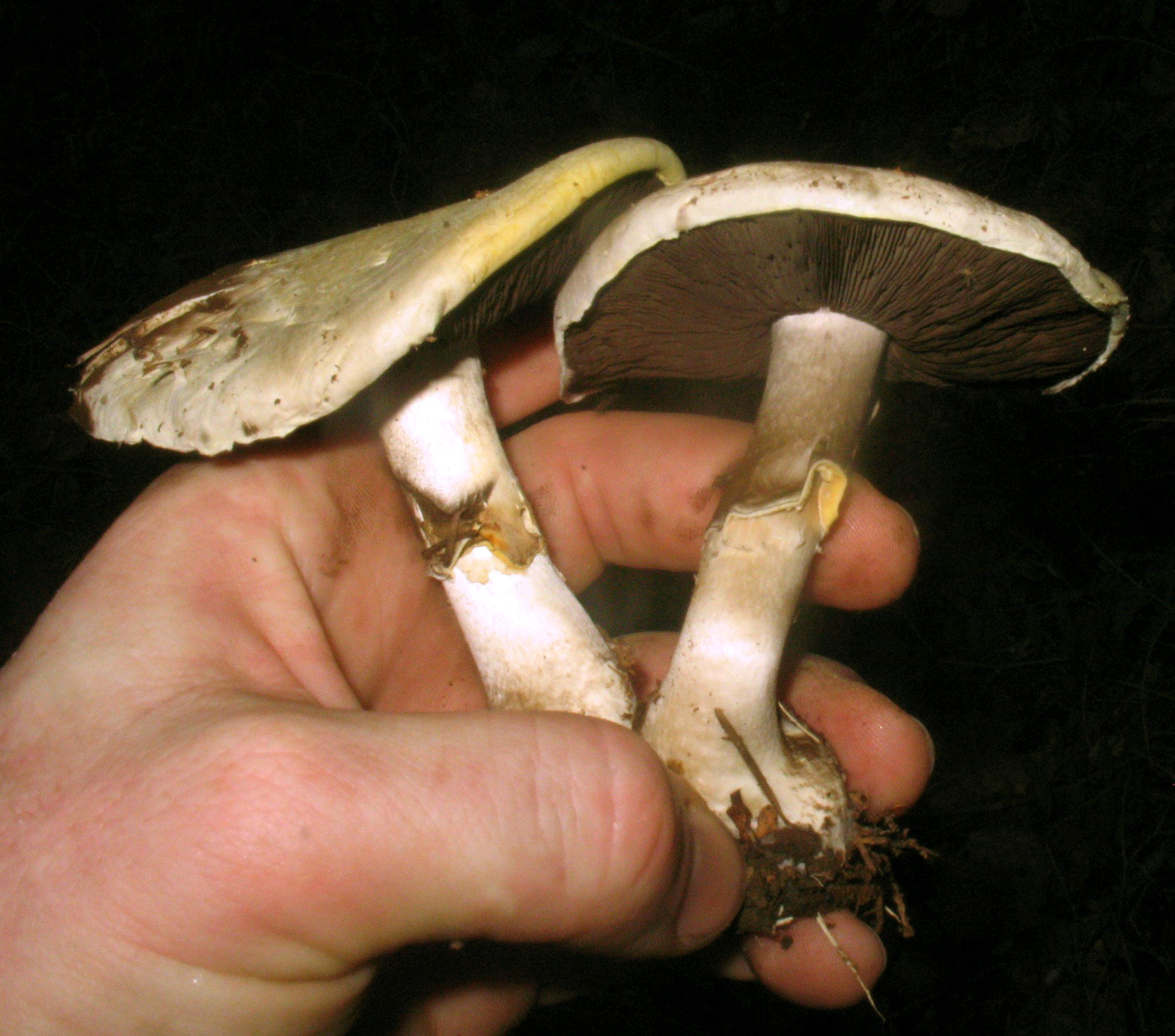
Agaricus albolutescens bătrâni

## Confuzii
Buretele poate fi confundat între altele cu Agaricus abruptibulbus, Agaricus bresadolanus (otrăvitor), Agaricus arvensis, Agaricus campestris, mai micul Agaricus comtulus, Agaricus silvicola, sau Leucoagaricus leucothites sin. Lepiota naucina, dar și cu specii otrăvitoare ca de exemplu  Agaricus placomyces, Agaricus pseudopratensis sau Agaricus xanthodermus. Carnea se îngălbenește tare la leziune.

## Specii asemănătoare în imagini

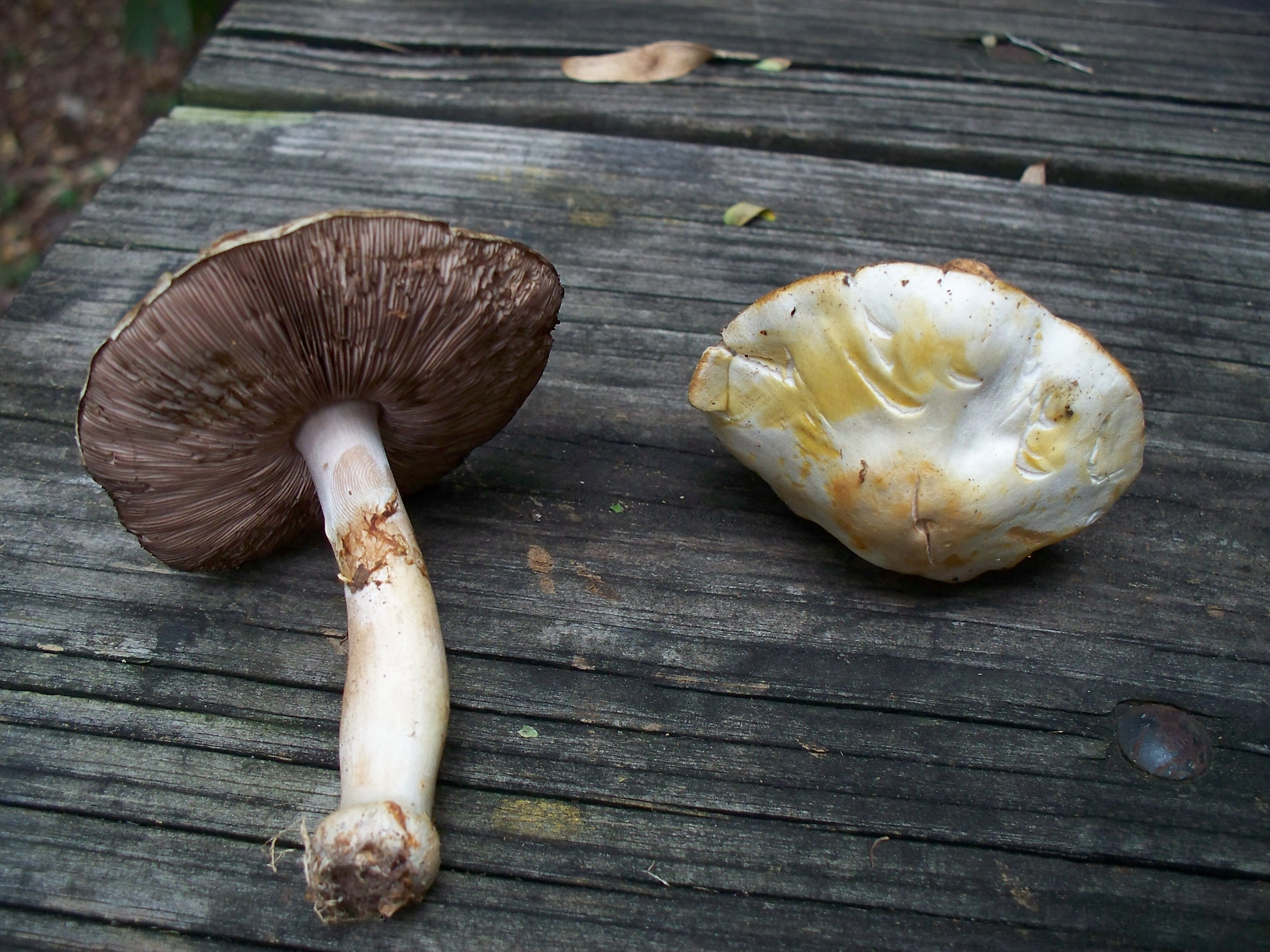
Agaricus abruptibulus
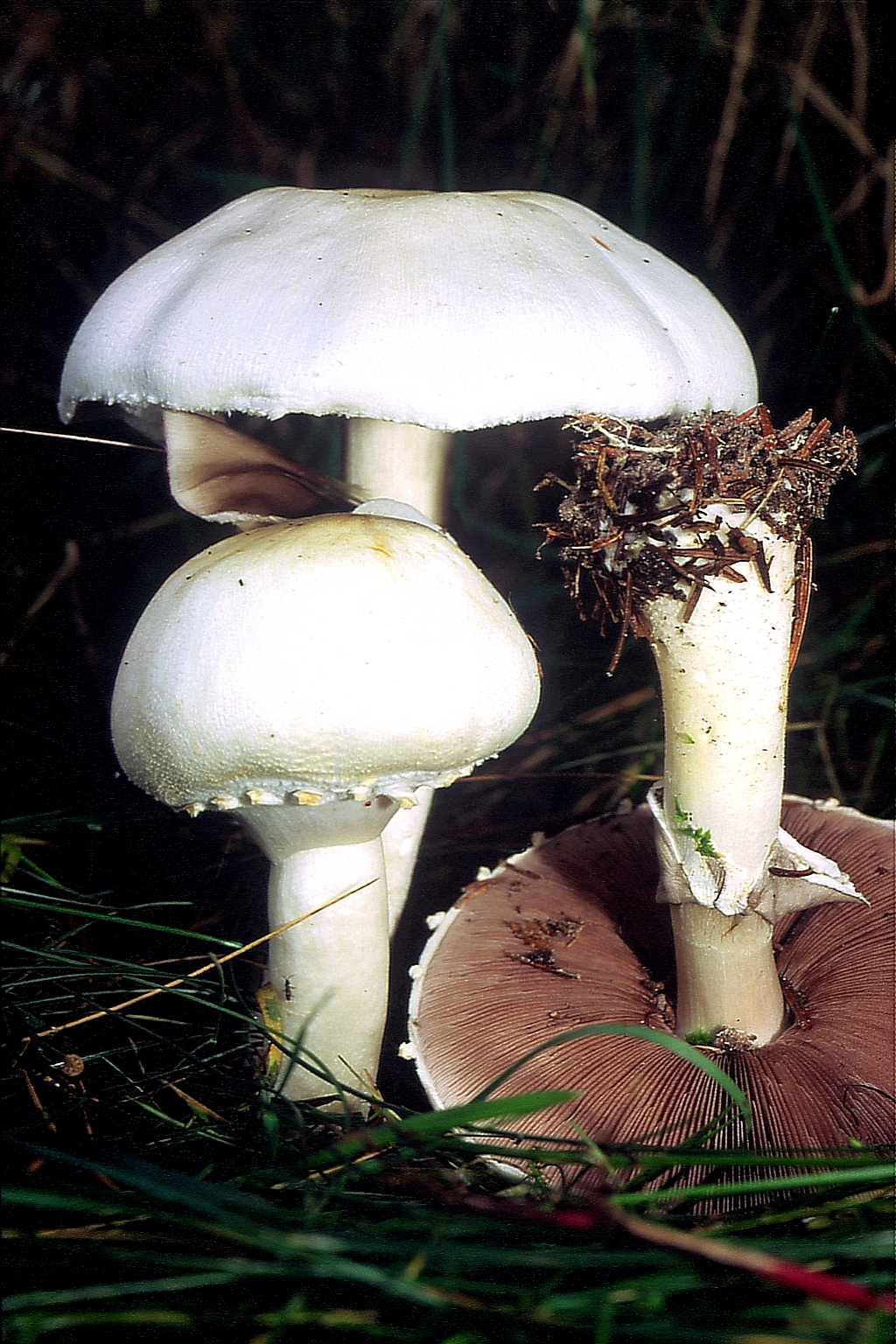
Agaricus arvensis
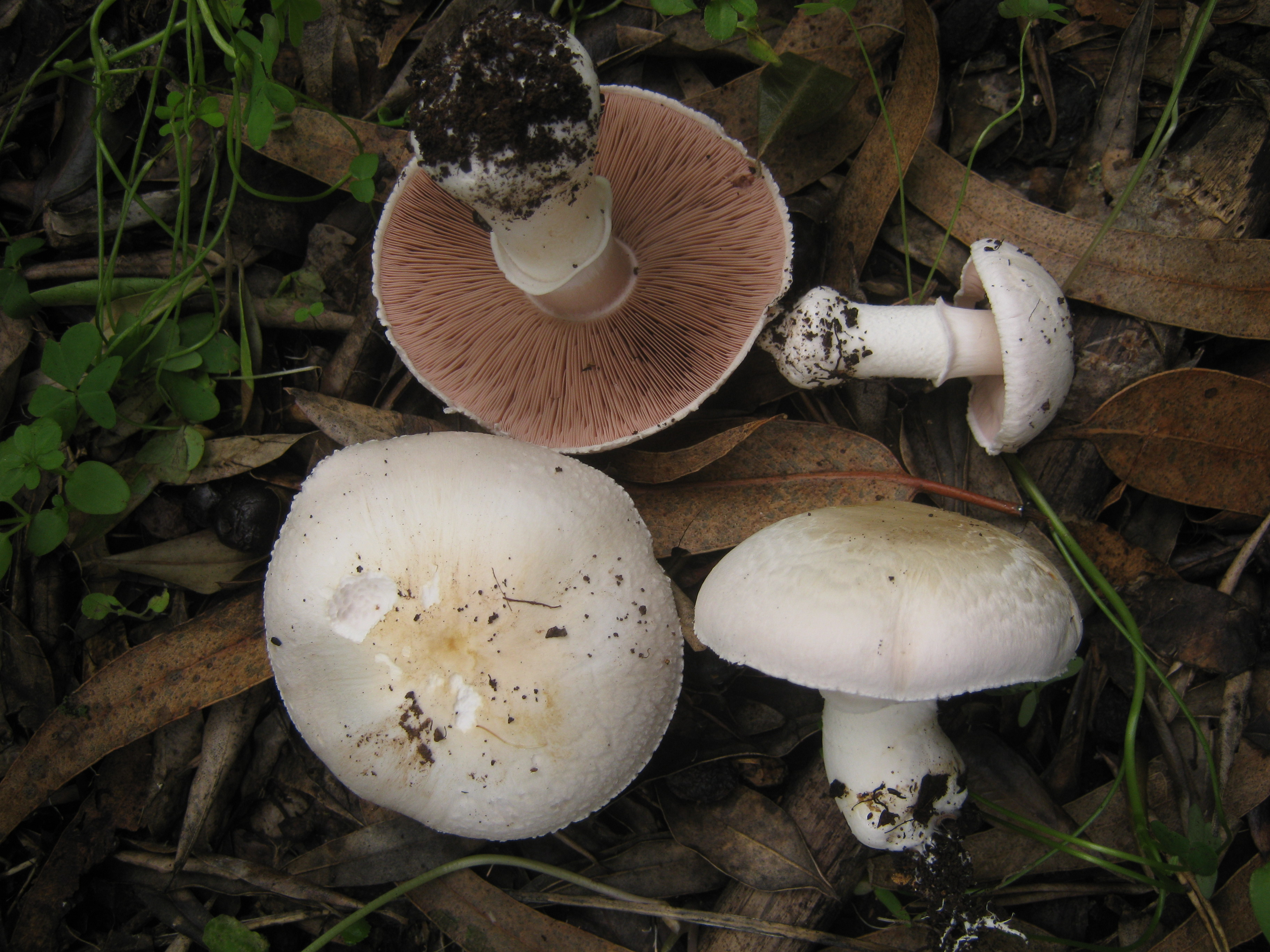
!!Agaricus bresadolanus!!
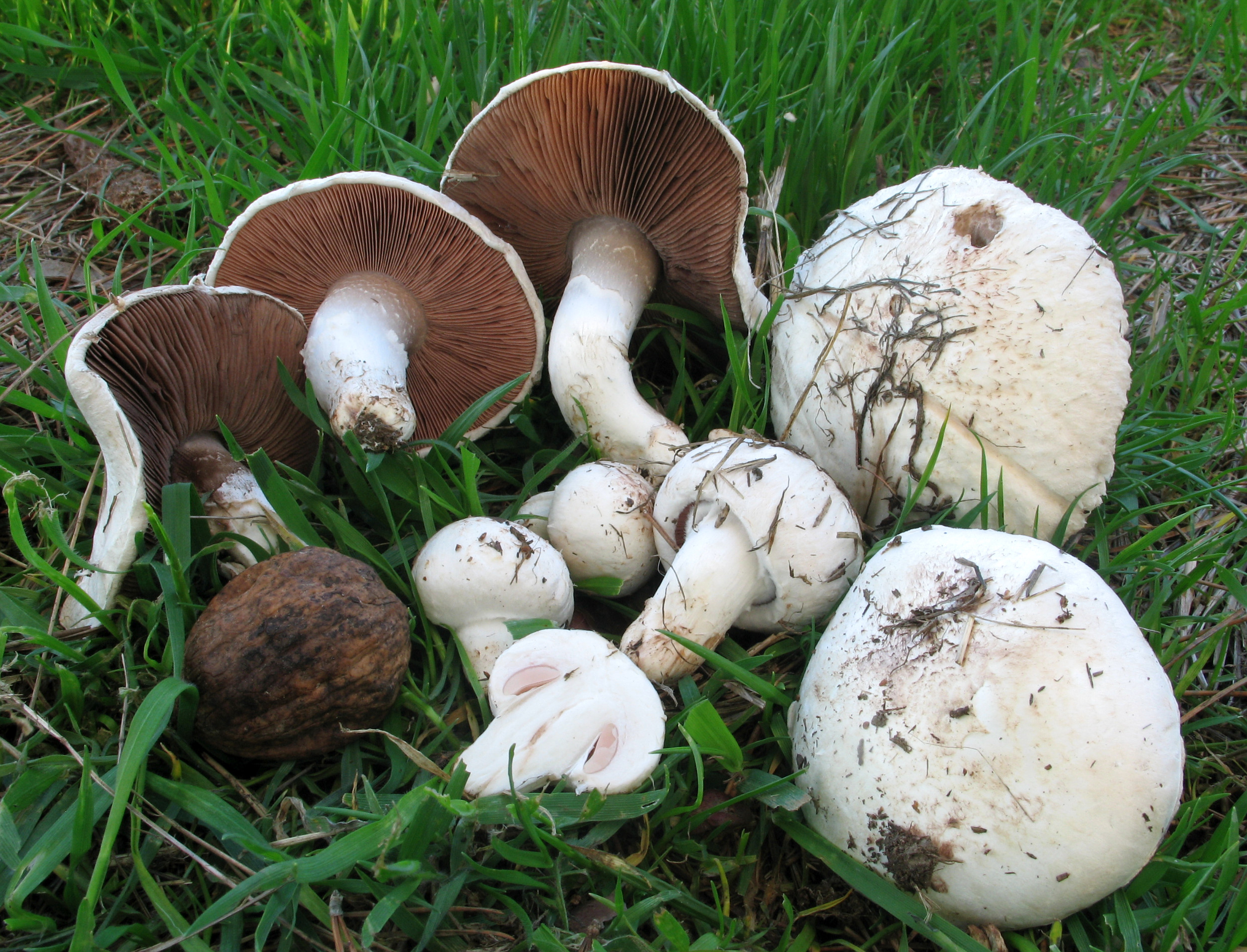
Agaricus campestris
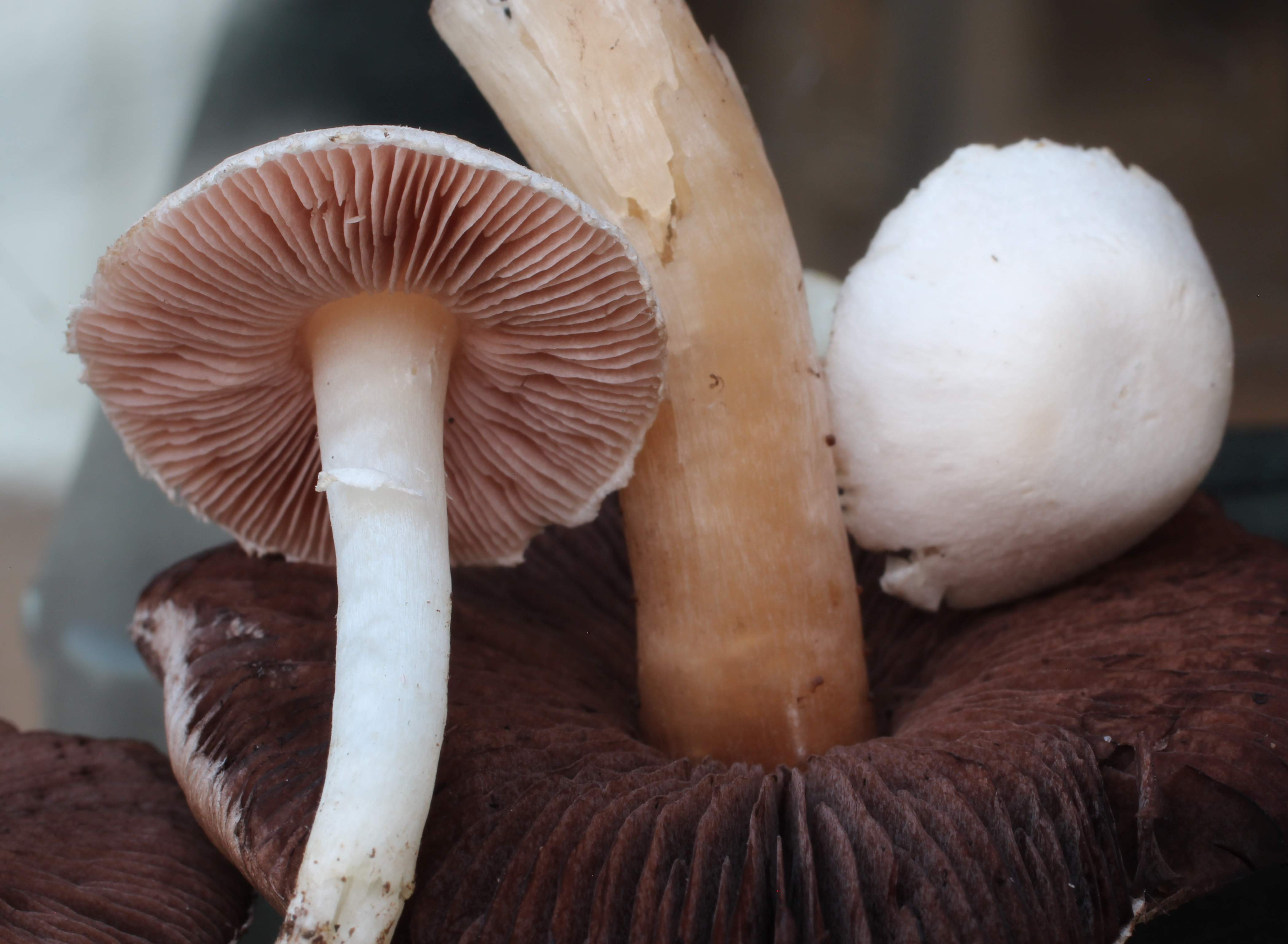
Agaricus comtulus

Agaricus silvicola
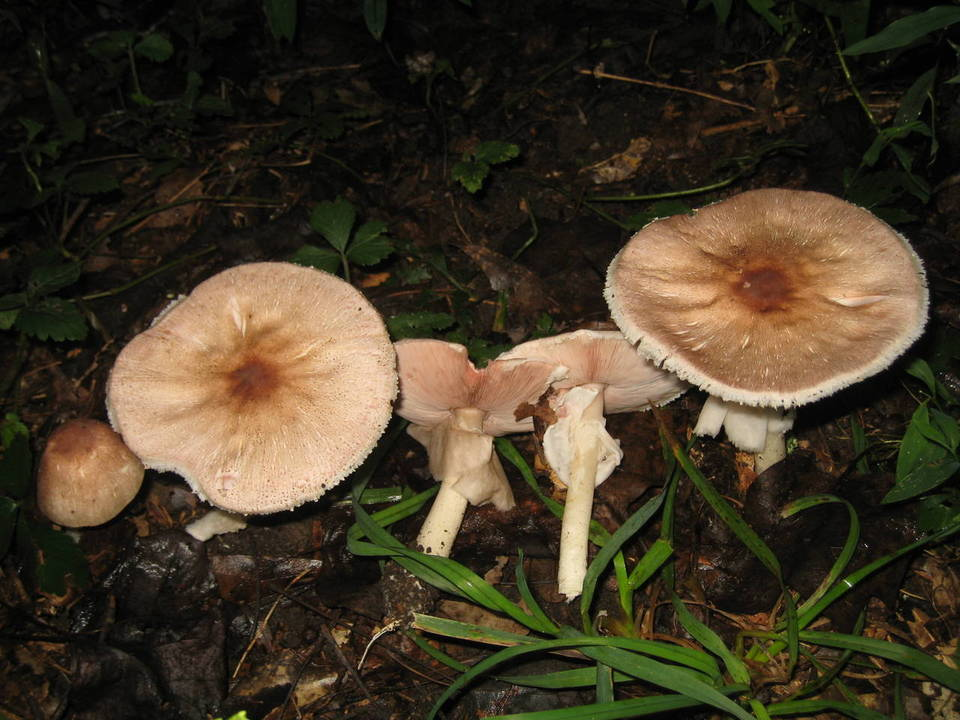
!!Agaricus.placomyces!!
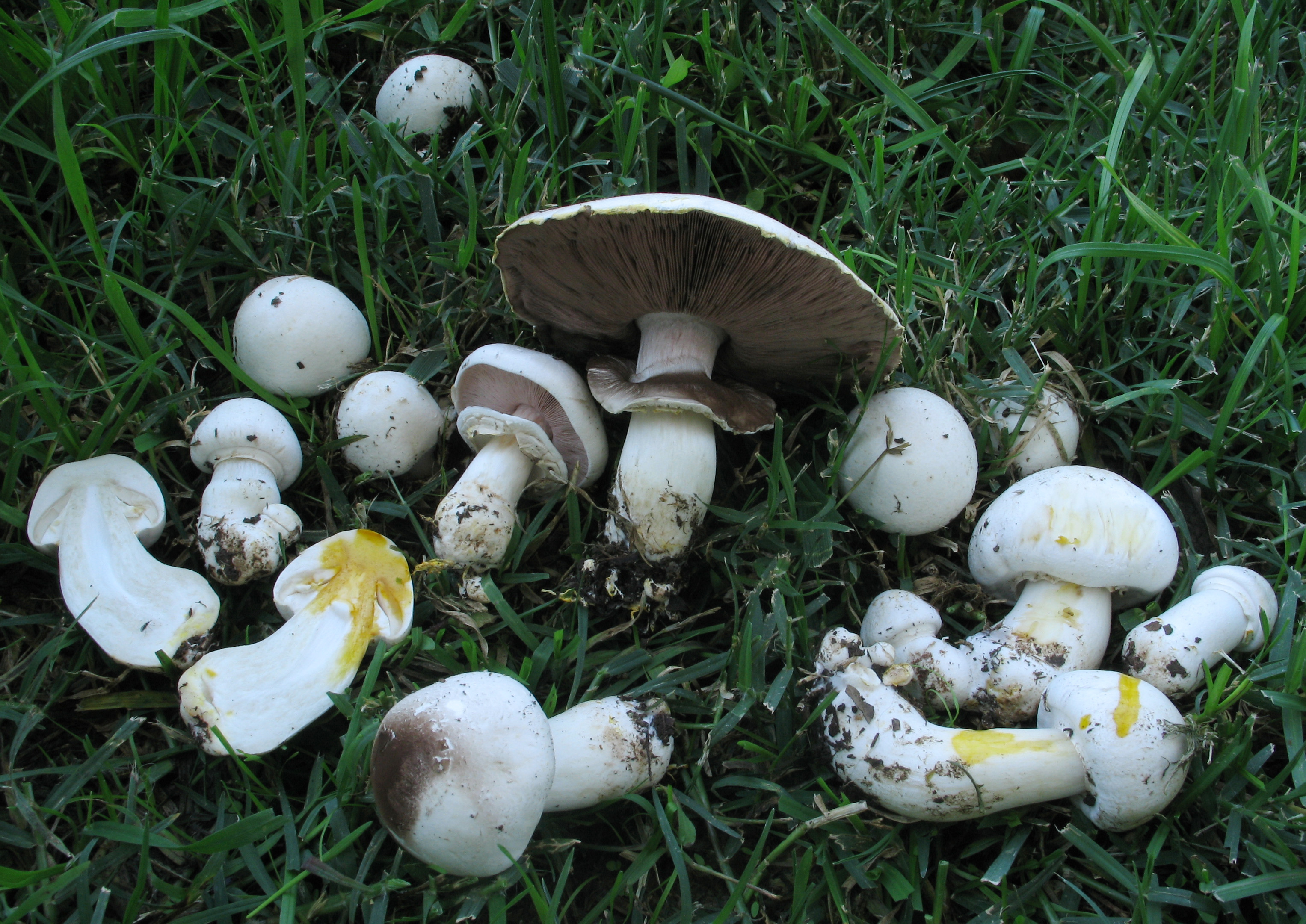
!!Agaricus pseudopratensis!!
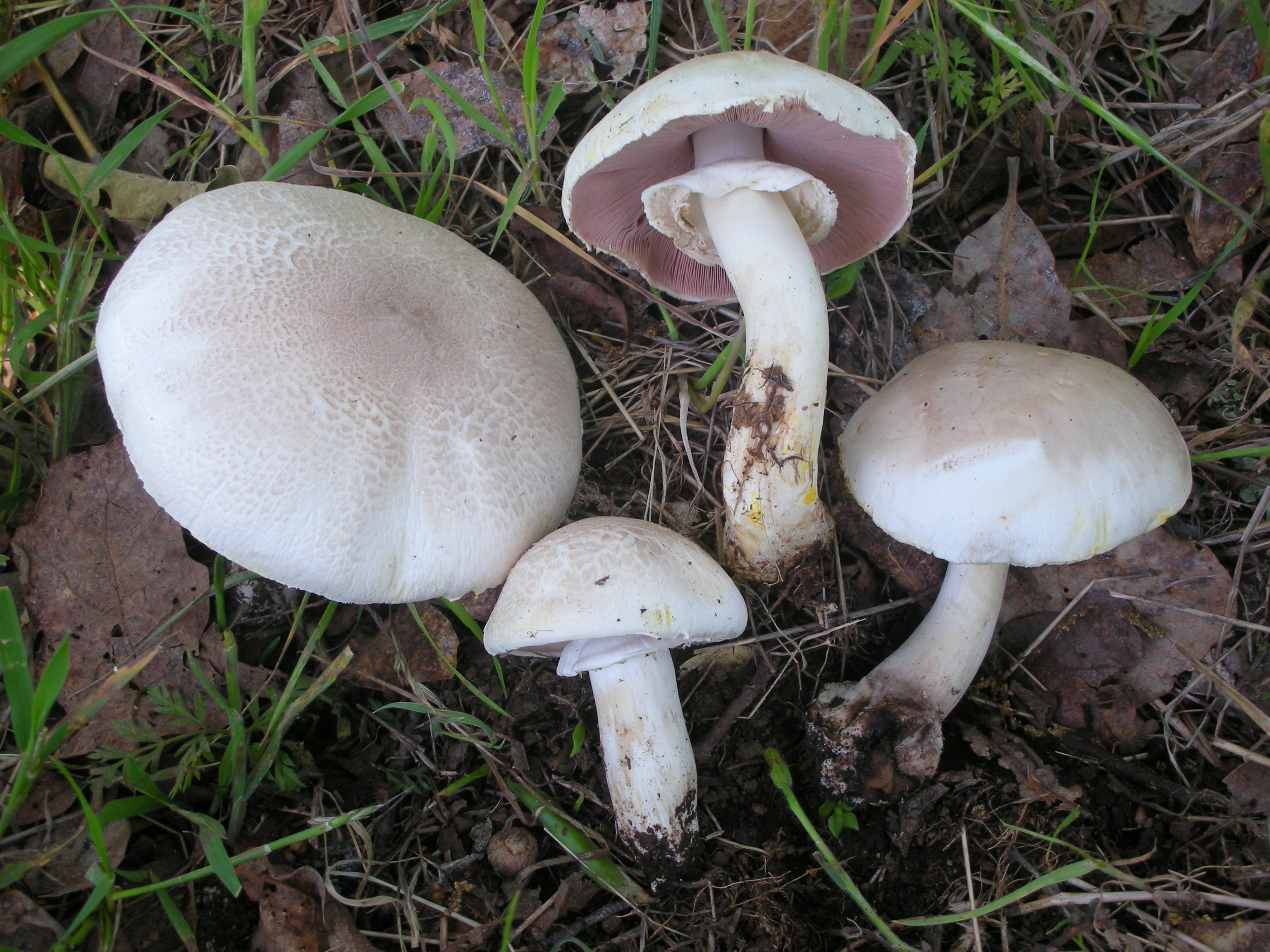
!!Agaricus xanthodermus!!
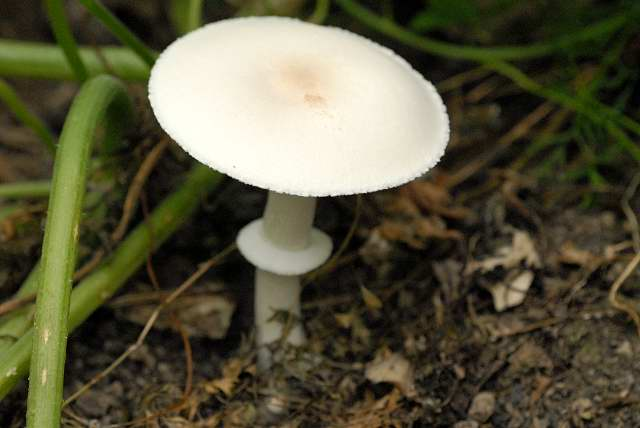
Leucoagaricus leucothites

## Valorificare
Cu toate că această specie nu-și pierde mirosul de anason în timpul preparării complet, șampinionul alb-gălbui este un burete gustos și de calitate bună. El  poate fi pregătit ca Agaricus silvicola.
Specia este greu de  deosebit cu otrăvitorul Agaricus xanthodermus, dacă nu ținem seama de locurile preferate de creștere precum mirosul diferit, un element distinctiv între cele doua soiuri.